# Lymantria umbrosa
Lymantria umbrosa este o specie de molii din genul Lymantria, familia Lymantriidae, descrisă de Butler 1881 Conform Catalogue of Life specia Lymantria umbrosa nu are subspecii cunoscute.